# 波河畔博尔戈弗兰科
波河畔博尔戈弗兰科（義大利語：Borgofranco sul Po）曾是意大利曼托瓦省的一个市镇。总面积14平方公里，人口838人，人口密度59.9人/平方公里（2009年）。国家统计（ISTAT）代码为020006。
2019年1月1日波河畔博尔戈弗兰科和卡尔博纳拉迪波两个市镇合并为新的博尔戈卡尔博纳拉市镇。